# Општина Крањ
Градска општина Крањ (словен. Kranj) је једна од општина Горењске регије у држави Словенији. Седиште општине је истоимени град Крањ.

## Природне одлике
Рељеф: Општина Крањ налази се на северу државе. Општина се налази у подножју алпског планинског масива. Северним делом општине пружају се Камнишки Алпи, док се при југу тло спушта у долину реке Саве. Низијски део је погодан за живот и ту је већина насеља општине.
Клима: У нижим крајевима општине влада умерено континентална клима, док у вишим крајевима влада њена оштрија, планинска варијанта.
Воде: Река Сава је најзначајнији водоток у општини. Остали водотоци су притоке њене реке.

## Становништво
Општина Крањ је веома густо насељена.

## Насеља општине
| - Бабни Врт - Бобовек - Брег об Сави - Бритоф - Гориче - Голник - Жабница - Жабље - Забуковје - Залог | - Згорња Бесница - Згорње Битње - Иловка - Јама - Јамник - Јаворник - Кокрица - Крањ - Лавтарски Врх - Летенице | - Мавчиче - Меја - Млака при Крању - Немиље - Њивица - Ореховље - Пангршица - Планица - Подблица - Подреча | - Повље - Праше - Предосље - Пшево - Раковица - Сподња Бесница - Сподње Битње - Сраковље - Средња Вас - Гориче - Средње Битње | - Суха при Предосљах - Свети Јошт над Крањем - Татинец - Тенетише - Трстеник - Храстје - Чадовље - Чепуље - Шутна |  |